# Knooppunt De Baars
Knooppunt De Baars is een Nederlands verkeersknooppunt voor de aansluiting van de autosnelwegen A65 en A58. Dit knooppunt ligt tussen Tilburg en Moergestel.
In 1971 is dit knooppunt geopend. In 1999 is dit knooppunt omgebouwd van een onvolledig knooppunt naar een half-sterknooppunt.

## Ombouw
Er zijn plannen om het knooppunt een 'facelift' te geven, waarbij de huidige gevaarlijke invoegstructuur richting 's-Hertogenbosch, waar men vanaf toerit Hilvarenbeek drie rijstroken moet kruisen, verdwijnt. Hierbij wordt de hoofdrijbaan van de A58 op het knooppunt veranderd van richting Den Bosch naar richting Eindhoven. Dit wordt gerealiseerd door een nieuwe brug.
De bestaande parallelstructuur, waarbij de A58 de parallelrijbanen van de A65 vormen, wordt aangepast. In de toekomstige situatie wordt dit omgedraaid; de A65 wordt dan via de parallelrijbanen geleid (de huidige A58) en de A58 via de hoofdrijbaan, wat in de huidige situatie nog de A65 is.

## Richtingen knooppunt
| Aansluitende wegen                              | Aansluitende wegen              | Aansluitende wegen | Aansluitende wegen | Aansluitende wegen              |
| ----------------------------------------------- | ------------------------------- | ------------------ | ------------------ | ------------------------------- |
|                                                 |                                 |                    |                    | richting Berkel-Enschot / Vught |
|                                                 |                                 |                    |                    |                                 |
|                                                 | richting Moergestel / Eindhoven |                    |                    |                                 |
|                                                 |                                 |                    |                    |                                 |
| richting Breda / Roosendaal / Goes / Vlissingen |                                 |                    |                    |                                 |